# Ernest de Brunswick-Göttingen
Pour les articles homonymes, voir Ernest Ier.
Ernest (vers 1305 – 24 avril 1367) est duc de Brunswick-Lunebourg et prince de Göttingen de 1344 à sa mort.

## Biographie
Il succède à son père Albert II en 1344, conjointement avec son frère Magnus. L'année suivante, les deux frères se partagent leur héritage, et Ernest obtient Göttingen. Sa lignée règne sur la principauté de Göttingen jusqu'en 1463.

## Descendance
En 1339, Ernest épouse Élisabeth (morte en 1390), fille du landgrave Henri II de Hesse. Ils ont six enfants, dont l'aîné, Othon, succède à son père à sa mort.